# Lee Ranaldo

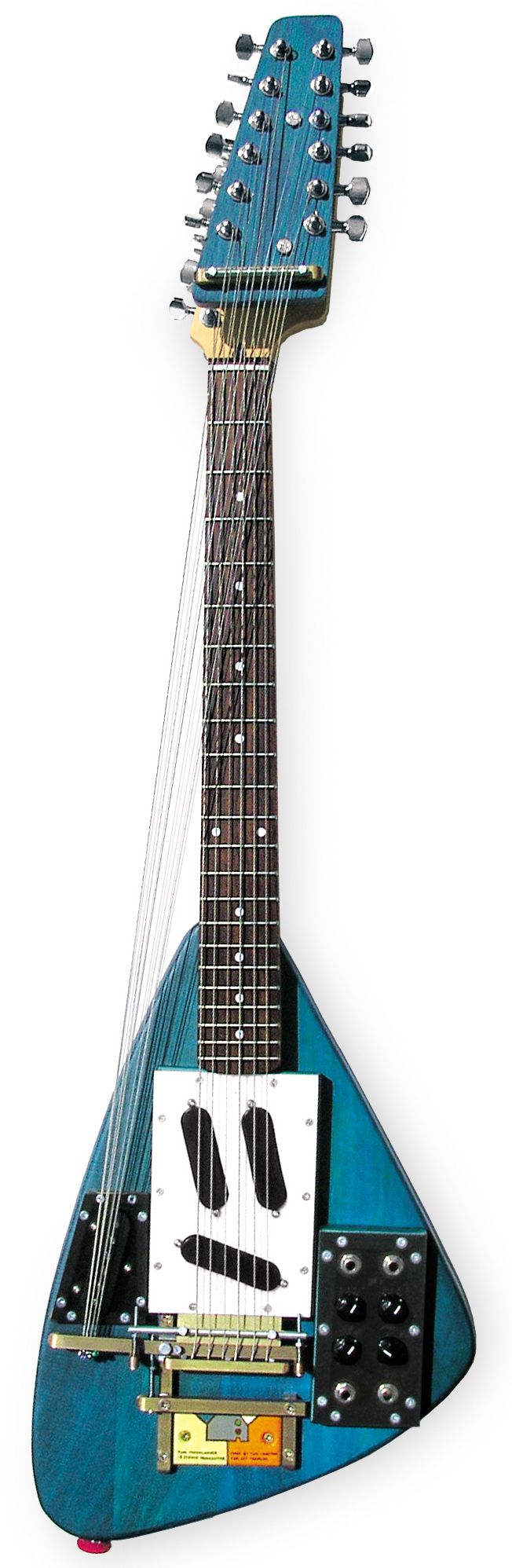
Ranaldův Moonlander,Yuri Landman, 2007

Lee Mark Ranaldo (* 3. února 1956 Glen Cove, New York, USA) je americký kytarista a zpěvák, známý zejména díky svému působení v rockové skupině Sonic Youth. V současné době se mimo jiné věnuje také hudební producentské činnosti.
Spolupracoval s mnoha hudebníky a hudebními skupinami, mezi které patří například Glen Hall, Lydia Lunch, Jean-Marc Montera, William Hooker, Christina Rosenvinge, Glenn Branca, Truus de Groot (+ Instruments), Leah Singer, David Watson, Tony Buck, Alan Licht, Ulrich Krieger, Christian Marclay, The Ex, DJ Olive, Marina Rosenfeld, Zeena Parkins, Roger Miller, Loren Mazzacane Connors, Mats Gustafsson, Christian Marclay, Tim Barnes a další.

## Diskografie
- From Here to Infinity (1987)
- A Perfect Day EP (1992)
- Scriptures of the Golden Eternity (1993)
- Broken Circle / Spiral Hill EP (1994)
- East Jesus (1995)
- Clouds (1997)
- Dirty Windows (1999)
- Amarillo Ramp (For Robert Smithson) (2000)
- Outside My Window The City Is Never Silent – A Bestiary (2002)
- Text Of Light (2004)
- Maelstrom From Drift (2008)
- Countless Centuries Fled Into The Distance Like So Many Storms EP (2008)
- Electric Trim (2017)